# Haukijärvet (Pajala socken, Norrbotten, 756065-182202)
Haukijärvet är en sjö i Pajala kommun i Norrbotten och ingår i Torneälvens huvudavrinningsområde.